# Corallorhiza williamsii
Corallorhiza williamsii är en orkidéart som beskrevs av Donovan Stewart Correll. Corallorhiza williamsii ingår i släktet korallrötter, och familjen orkidéer. Inga underarter finns listade i Catalogue of Life.